# Fetsund
Fetsund è un villaggio della Norvegia, situato nel comune di Lillestrøm, nella contea di Akershus.